# Eugen Mack
Eugen Mack (Arbon, Suïssa 1907 - Basilea 1978) fou un gimnasta artístic suís, guanyador de vuit medalles olímpiques.

## Biografia
Va néixer el 21 de setembre de 1907 a la ciutat d'Arbon, població situada al cantó de Turgòvia. Va morir el 29 d'octubre de 1978 a la ciutat de Basilea, situat al cantó homònim.

## Carrera esportiva
Va participar, als 20 anys, en els Jocs Olímpics d'Estiu de 1928 realitzats a Amsterdam (Països Baixos), on va aconseguir guanyar la medalla d'or en la prova del concurs complet (per equips) i en la prova de salt sobre cavall, així com la medalla de bronze en la prova de barra fixa. També participà en la prova individual, on finalitzà vuitè, i en la prova de cavall amb arcs, on finalitzà novè, com a resultats més destacats.
Absent dels Jocs Olímpics d'estiu de 1932 realitzats a Los Angeles (Estats Units), va participar en els Jocs Olímpics d'Estiu de 1936 realitzats a Berlín (Alemanya nazi), on va aconseguir guanyar la medalla de plata en la prova del concurs complet (individual), concurs complet (per equips) i de cavall amr arcs, així com la medalla de bronze en la prova d'exercici de terra. Finalitzà, així mateix, cinquè en la prova de barres paral·leles i novè en la prova de barra fixa i tretzè en la prova d'anelles.
Al llarg de la seva carrera guanyà onze medalles en el Campionat del Món de gimnàstica artística, entre elles sis medalles d'or.
El 1999 fou inclòs a l'nternational Gymnastics Hall of Fame.